# Microcarbo niger
Il cormorano minuto (Microcarbo niger (Vieillot, 1817)) è un uccello appartenente alla famiglia dei Falacrocoracidi ampiamente diffuso in tutta l'ecozona orientale.

## Descrizione
Lungo circa 56 cm, presenta piumaggio completamente nero, becco corto e lunga coda.

## Distribuzione e habitat
Vive in India e Indonesia.